# Енріке де Лукас
Енріке де Лукас (ісп. Enrique de Lucas, нар. 17 серпня 1978, Оспіталет-де-Льобрегат) — іспанський футболіст, що грав на позиції атакувального півзахисника, зокрема за молодіжну збірну Іспанії.

## Клубна кар'єра
Народився 17 серпня 1978 року в місті Оспіталет-де-Льобрегат. Вихованець футбольної школи «Еспаньйола». Дорослу футбольну кар'єру розпочав 1998 року в основній команді того ж клубу, в якій провів чотири сезони, взявши участь у 91 матчі чемпіонату. 2000 року виборов у складі «Еспаньйола» титул володаря Кубка Іспанії. В сезоні 2001/02 віддавався в оренду до французького «Парі Сен-Жермен», у складі якого провів лише декілька ігор.
2002 року, після закінчення контракту з рідним клубом, на правах вільного агента уклав чотирирічний контракт з англійським «Челсі». Протягом сезону 2002/03 регулярно отримував ігровий час у складі лондонської команди, утім по завершенню сезону клуб і гравець вирішили не подовжувати співпрацю, і де Лукас повернувся на батьківщину, де приєднався до друголігового «Алавеса». 2005 року допоміг цій команді здобути підвищення в класі і сезон 2005/06 проводив в елітній Ла-Лізі.
Згодом видиграв два сезони за «Реал Мурсія», по одному у другому та першому іспанських дивізіонах, а також один сезон за друголігову «Картахену».
2010 року уклав контракт із «Сельта Віго», у складі якого як стабільний гравець основного складу провів наступні два сезоні у Сегунді та сезон 2012/13 у Ла-Лізі.
Завершував ігрову кар'єру у друголіговому «Еркулесі», за який виступав в сезоні 2013/14.

## Виступи за збірну
Протягом 1998–1999 років залучався до складу молодіжної збірної Іспанії. На молодіжному рівні зіграв у чотирьох офіційних матчах.

## Титули і досягнення
- Володар Кубка Іспанії (1):

«Еспаньйол»: 1999-2000